# L'uomo pieno di donne
L'uomo pieno di donne è un romanzo dello scrittore e saggista francese Drieu La Rochelle

## Trama
Donne di scarsa moralità che facilmente si concedono agli approcci di Gille, alter ego di Drieu, e un quadro d'insieme che è caratteristico dei suoi romanzi e che rappresenta figure femminili che, anche quando dotate di un certo spessore intellettuale, non riescono mai a raggiungere il pieno interesse del protagonista, se non per pochi momenti che presto passano dall'illusione alla disillusione. Come in tutti i romanzi di Drieu c'è molto di lui stesso, delle sue indecisioni, della sua ricerca dell'amore costantemente delusa e sempre ripresa con un disincanto che però non gli impedisce di vivere i primi segnali di una nuova passione che subito appassisce. Finette, personaggio centrale di questo racconto, è una donna vicino ai quarant'anni, con un matrimonio alle spalle e una coorte di amici rappresentativa di una borghesia alla deriva, priva di interessi specifici, portata a vivere giorno per giorno conservando i propri privilegi inutili per la loro banalità. Gille ne prova repulsione, ma al tempo stesso ne fruisce offrendosi ad ogni donna che gli si presenta con un minimo di attrattiva, anche puramente sessuale. La costruzione del rapporto con Finette avviene per gradi, procede per un'approssimazione che passa attraverso momenti di depressione per una presunta impotenza e la sempre presente necessità dell'amore come ideale. Ogni rapporto di Gille è destinato al fallimento ed è così anche con Finette dalla quale fugge per rifugiarsi in una nuova speranza di amore, quello successivo che fallirà come tutti gli altri.
L'ultima frase del romanzo è l'icona di Drieu: «Per strada provò orrore della solitudine: se la sentiva addosso come la sua pigrizia.»

## Edizioni
- Pierre Drieu La Rochelle, L'uomo pieno di donne, traduzione di Maria Cristina Marinelli, Passigli Editore, 1995,  p. 158, codice ISBN.